# Aimar Oroz
Aimar Oroz Huarte (Arazuri, 27 november 2001) is een Spaans voetballer die doorgaans speelt als middenvelder. In mei 2019 debuteerde hij voor Osasuna.

## Clubcarrière
Oroz speelde in de jeugd van San Juan en Ikastola Sanduzelai, voor hij in 2014 werd opgenomen in de opleiding van Osasuna. Hier tekende hij in mei 2018 zijn eerste professionele contract. Zijn debuut in het eerste elftal volgde op 31 mei 2019, op bezoek bij Córdoba. Door doelpunten van Xisco Jiménez, Brandon Thomas en Luis Perea kwam Osasuna op een ruime voorsprong, maar door treffers van Alejandro Alfaro en Federico Piovaccari besliste Córdoba de uitslag op 2–3. Oroz mocht van coach Jagoba Arrasate in de blessuretijd van de tweede helft invallen voor Rubén García. Aan het einde van het seizoen 2018/19 promoveerde de club als kampioen naar de Primera División. Hier speelde hij één wedstrijd als invaller, waarna hij twee seizoenen achter elkaar niet in actie kwam in competitieverband.
Zijn verbintenis werd in juni 2022 opengebroken en verlengd tot medio 2026. Op 12 augustus van dat jaar, tijdens de eerste wedstrijd van het nieuwe seizoen, liet Arrasate hem in de basis starten tegen Sevilla. Na de openingstreffer van teamgenoot Ezequiel Ávila en de gelijkmaker van Rafa Mir eiste Oroz in de vierenzeventigste minuut een gegeven strafschop op; door deze te benutten besliste hij het duel in het voordeel van Osasuna: 2–1. Het contract van Oroz werd in september 2024 opengebroken en met drie seizoenen verlengd tot medio 2029.

## Clubstatistieken
| Seizoen | Club    | Competitie       | Competitie | Competitie | Beker | Beker | Internationaal | Internationaal | Totaal | Totaal |
| Seizoen | Club    | Competitie       | Wed.       | Dlp.       | Wed.  | Dlp.  | Wed.           | Dlp.           | Wed.   | Dlp.   |
| ------- | ------- | ---------------- | ---------- | ---------- | ----- | ----- | -------------- | -------------- | ------ | ------ |
| 2018/19 | Osasuna | Segunda División | 1          | 0          | 0     | 0     | —              | —              | 1      | 0      |
| 2019/20 | Osasuna | Primera División | 1          | 0          | 0     | 0     | —              | —              | 1      | 0      |
| 2020/21 | Osasuna | Primera División | 0          | 0          | 2     | 0     | —              | —              | 2      | 0      |
| 2021/22 | Osasuna | Primera División | 0          | 0          | 0     | 0     | —              | —              | 0      | 0      |
| 2022/23 | Osasuna | Primera División | 31         | 3          | 7     | 0     | —              | —              | 38     | 3      |
| 2023/24 | Osasuna | Primera División | 33         | 2          | 3     | 0     | 2              | 0              | 38     | 2      |
| 2024/25 | Osasuna | Primera División | 4          | 0          | 0     | 0     | —              | —              | 4      | 0      |
| Totaal  | Totaal  | Totaal           | 70         | 5          | 12    | 0     | 2              | 0              | 84     | 5      |

Bijgewerkt op 13 september 2024.

## Erelijst
| Segunda División | 1 | 2018/19 |